# 몽유병 (영화)
《몽유병》(영어: Sleepwalking)은 미국에서 제작된 윌리엄 마 감독의 2008년 드라마 영화이다. 샬리즈 세런이 제작을 맡고 출연도 하였다. 그 외에 닉 스톨, 애나소피아 롭, 우디 해럴슨, 데니스 호퍼 등이 등장한다.

## 줄거리
엄마 졸린이 최근 동거하던 남자친구가 대마를 키우다가 걸려 체포되면서 12살 태라는 졸린과 함께 강제 퇴거를 당한다. 도로 건설 현장 인부로 일하는 외삼촌 제임스가 두 사람을 받아준다. 곧 졸린은 한 트럭 운전수와 만나자마자 태라를 제임스에게 떠넘기고 사라져버린다.
제임스는 일을 너무 많이 빠져 해고되고, 태라는 학교를 제대로 나가지 않다가 아동서비스국 개입으로 위탁 가정에 들어간다. 제임스는 유부남 친구 랜들네 지하실에 빌붙어 살게 된다.
태라가 위탁 가정에 적응하지 못하자 제임스는 태라를 데리고 예전에 가정 학대 때문에 졸린과 함께 도망쳐나왔던 본가로 다시 들어간다. 둘은 무급으로 소와 말을 돌보지만 외할아버지는 농장 일이 익숙치 않은 태라를 폭행하기 시작하는데...

## 출연
- 닉 스톨 - 제임스 리디 역
- 애나소피아 롭 - 태라 리디 역
- 샬리즈 세런 - 졸린 리디 역
- 우디 해럴슨 - 랜들 역
- 데니스 호퍼 - 리디 씨 역
- 데버라리 퍼네스 - 대니 역
- 매슈 세인트 패트릭 - 형사 1 역
- 캘럼 키스 레니 - 윌 역

## 기타 제작진
- 라인 제작: 스티븐 온다
- 배역: 베티아 호베코, 브렌다 매코믹
- 세트: 세라 매커든
- 의상: 캐시 매콤